# Ariza Makukula
Aziz Makukula Reeagean  est un ancien footballeur international portugais d'origine congolaise, né le 4 mars 1981 à Bandal en République démocratique du Congo. 
À 24 ans, il a voulu défendre les couleurs de la République démocratique du Congo mais la FIFA a refusé du fait de ses sélections espoirs avec le Portugal. Depuis 2014, Il est ambassadeur du football congolais. Il est présent sur le banc de L'équipe nationale lorsqu'elle évolue.

## Biographie
C'est après une saison très réussie du côté de l'UD Salamanque qu'il est repéré par le FC Nantes en 2002. Il ne s’impose jamais réellement du côté de la Jonelière (un but contre l'AS Monaco en 17 matchs) et est prêté la saison suivante au Real Valladolid. Il y réussit de belles performances et le FC Séville est attiré par ce joueur au gabarit impressionnant (1,90 m, 85 kg).
L’étape andalouse va se révéler comme une longue traversée du désert qui va durer deux saisons. Il n'a pas la confiance de Juande Ramos et malgré une victoire en coupe UEFA en 2006, il ne réussit que de piètres performances. S'ensuit un prêt difficile au Gimnàstic de Tarragona, où le bilan est encore décevant (1 but en 12 matchs).
Il est alors de nouveau prêté lors de la saison 2007-2008. C'est au CS Maritimo qu'il devient la révélation du début de saison en marquant 7 buts en 12 matchs. Il est aussi appelé en équipe du Portugal et attire les recruteurs des ténors de la SuperLiga et principalement au Benfica Lisbonne où il est annoncé.
Fin janvier 2008, il est transféré au Benfica pour4 millions d'euros et 4 ans et demi après que le FC Séville, le CS Maritimo et le Benfica Lisbonne se soient mis d'accord .
En janvier 2009, il est prêté à Bolton Wanderers.
En août 2009, il est prêté au club turc de Kayserispor par le Benfica Lisbonne.
Fin août 2010, il signe pour une indemnité de transfert de deux millions d'euros au club turc de Manisaspor. Il prend sa retraite en 2014.
En 2014, il est nommé ambassadeur du football congolais. Il est présent sur le banc de l'équipe nationale lorsqu'elle évolue.

## Carrière

### Clubs
| Période           | Club                          | Pays       | Matchs/Buts         |
| 1999-2000         | Vitoria Guimarães             | Portugal   | 2 matchs / 0 but    |
| 2000-2002         | UD Salamanque                 | Espagne    | 41 matchs / 21 buts |
| 2000-2000         | CD Leganés                    | Espagne    | 13 matchs / 4 buts  |
| 2002-2003         | FC Nantes                     | France     | 18 matchs / 1 but   |
| 2003-2004         | Real Valladolid (prêt)        | Espagne    | 18 matchs / 8 buts  |
| 2004-2006         | FC Séville                    | Espagne    | 13 matchs / 1 but   |
| 2006-2007         | Gimnàstic de Tarragona (prêt) | Espagne    | 12 matchs / 1 but   |
| 2007-jan 2008     | CS Marítimo (prêt)            | Portugal   | 13 matchs / 7 buts  |
| jan 2008-jan 2009 | Benfica                       | Portugal   | 5 matchs / 1 but    |
| jan 2009-2009     | Bolton Wanderers (prêt)       | Angleterre | 7 matchs / 0 but    |
| Depuis 2009       | Kayserispor (prêt)            | Turquie    | 28 matchs / 21 buts |

### International
- Il a participé au Championnat d'Europe Espoirs 2002 avec l'équipe du Portugal espoir (1er tour).
- À 24 ans, il a voulu défendre les couleurs de son pays d'origine, la République démocratique du Congo mais la FIFA a refusé du fait de ses sélections espoirs avec le Portugal[1].
- Le 14 octobre 2007, il est appelé en équipe A du Portugal pour remplacer Nuno Gomes blessé, et il marqua son premier but de la tête contre le Kazakhstan le 17 octobre 2007 après avoir remplacé Maniche en 2e mi-temps.

## Palmarès
- Vainqueur de la Coupe de l'UEFA en 2006 avec le FC Séville
- Meilleur buteur du championnat de Turquie en 2010 avec 21 buts